# 변일우
변일우(1959년 3월 1일 ~ )은 대한민국의 전직 축구 선수 출신 축구 감독이다. 현역 시절 포지션은 미드필더였다.

## 선수 경력
변일우는 1984년 할렐루야 축구단에 입단했다. 1984년 4월 22일 국민은행 축구단과의 경기에서 K리그 데뷔골을 기록했다.

## 은퇴 후
은퇴 이후 경희고등학교의 축구팀 감독으로 부임했다. 2008년에 서울시 축구협회장으로 당선되었다.
서울시 축구협회장 임기를 마친 이후 경희고등학교의 축구부 부장이 되었다.